# Курортное (Ленинский район)
Куро́ртное (до 1970-х Мысово́е, до 1948 года Мама́ Ру́сская, в античности Зенонов Херсонес (греч. Ζήνωνος Χερσόνησος); укр. Курортне, крымскотат. Mama, Мама) — село в Ленинском районе (Автономной) Республики Крым, в составе Войковское сельского поселения (Войковского сельсовета). Курорт.

## Население
| 2001 | 2014 |
| ---- | ---- |
| 171  | ↗202 |

Всеукраинская перепись 2001 года показала следующее распределение по носителям языка
| Язык       | Процент |
| ---------- | ------- |
| русский    | 93.57   |
| украинский | 5.85    |

### Динамика численности
| - 1915 год — 0/406 чел. - 1926 год — 374 чел. - 1939 год — 607 чел. - 1989 год — 213 чел. | - 2001 год — 171 чел. - 2009 год — 160 чел. - 2014 год — 202 чел. |

## Современное состояние
На 2017 год в Курортном числится 17 улиц, 2 переулка, садовое товарищество и 2 территории ОПК: Азовский и Кварц-Причал-267; на 2009 год, по данным сельсовета, село занимало площадь 139,1 га, где в 207 дворах проживало 160 человек. Курортное связано автобусным сообщением с Керчью и соседними населёнными пунктами.

## География
Курортное находится в северной части Керченского полуострова на берегу бухты Морской Пехоты Азовского моря, у мыса Зюк. Расположено примерно в 77 км (по шоссе) от районного центра Ленино, до ближайшей железнодорожной станции — Керчь — около 19 км.
Курортное лежит на уровне моря. Рядом с поселком расположено озеро Чокрак, известное лечебными грязями.
Транспортное сообщение осуществляется по региональной автодороге 35Н-313 Керчь — Войково — Курортное протяжённостью 15,0 км (по украинской классификации — С-0-10805).

## История
Село основано старообрядцами с берегов Волги под названием Мама Русская рядом с крымскотатарской деревней Мама Татарская. Рядом с селом на мысе Зюк находятся руины античного города Зенонов Херсонес.
Впервые в доступных источниках встречается на верстовой карте Крыма 1896 года, где в селении обозначено 58 дворов с русским населением. В Статистическом справочнике Таврической губернии. Ч.II-я. Статистический очерк, выпуск пятый Феодосийский уезд, 1915 год в деревне Мама Русский Сарайминской волости Феодосийского уезда числилось 62 двора (все дворы безземельные) с русским населением в количестве 406 человек только «посторонних» жителей, из которых 202 мужчины и 204 женщины. О владении землёй, как и животными, сведений нет.
После установления в Крыму Советской власти по постановлению Крымревкома 25 декабря 1920 года из Феодосийского уезда был выделен Керченский (степной) уезд, а буквально через две недели постановлением ревкома № 206 «Об изменении административных границ» от 8 января 1921 года была упразднена волостная система, и в составе Керченского уезда был создан Керченский район, в который вошло село (в 1922 году уезды получили название округов).
11 октября 1923 года, согласно постановлению ВЦИК, в административное деление Крымской АССР были внесены изменения, в результате которых округа были отменены, и основной административной единицей стал Керченский район, в который вошло село. Согласно Списку населённых пунктов Крымской АССР по Всесоюзной переписи 17 декабря 1926 года, в селе Мама (русская) Кезского сельсовета Керченского района числилось 68 дворов, из них 3 крестьянских, население составляло 374 человека (196 мужчин и 178 женщин). В национальном отношении учтено 354 русских и 20 украинцев, действовала русская школа.
Постановлением ВЦИК «О реорганизации сети районов Крымской АССР» от 30 октября 1930 года (по другим сведениям 15 сентября 1931 года) Керченский район упразднили и село включили в состав Ленинского, а с образованием в 1935 году Маяк-Салынского района (переименованного 14 декабря 1944 года в Приморский) — в состав нового района.
По данным всесоюзной переписи населения 1939 года в селе проживало 607 человек. На подробной карте РККА Керченского полуострова 1941 года в Маме Русской обозначено 80 дворов.
После освобождения Крыма от фашистов, 12 августа 1944 года было принято постановление № ГОКО-6372с «О переселении колхозников в районы Крыма», и в сентябре того же года в район приехали первые новоселы — 204 семьи из Тамбовской области. В начале 1950-х годов последовала вторая волна переселенцев из различных областей Украины.
С 25 июня 1946 года Мама в составе Крымской области РСФСР. Указом Президиума Верховного Совета РСФСР от 18 мая 1948 года поселок Мама́ Русская переименовали в деревню Мысовая. 26 апреля 1954 года Крымская область была передана из состава РСФСР в состав УССР. Время создания сельсовета пока не установлено: на 15 июня 1960 года он уже существовал. Указом Президиума Верховного Совета УССР «Об укрупнении сельских районов Крымской области» от 30 декабря 1962 года Приморский район был упразднён, и вновь село присоединили к Ленинскому. К 1968 году сельсовет был упразднён, Мысовое переименовано в Курортное и передано в Войковский сельсовет. По данным переписи 1989 года в селе проживало 213 человек. С 12 февраля 1991 года село в восстановленной Крымской АССР, 26 февраля 1992 года переименованной в Автономную Республику Крым. С 21 марта 2014 года в составе Крыма аннексировано Россией.

## Экономика
В конце XIX века и до середины XX на склонах горы Ташкалак, примерно на 3 км южнее села велась добыча камня известняка в Ташкалакских каменоломнях.
В настоящее время в селе развито два направления деятельности — рекреационная (расположено много баз отдыха и частных пансионатов) и ловля рыбы. Помимо озера Чокрак рядом с селом расположены песчаные пляжи протяженностью свыше 4 км, в том числе Генеральские пляжи, раскопки античного города Зенонов Херсонес на мысе Зюк, минеральный питьевой источник, сероводородные источники, пресноводное озеро.
В самом поселке расположена старообрядческая церковь (1913), действующая, но разграбленная в середине 30-х гг. XX века.

## Галерея

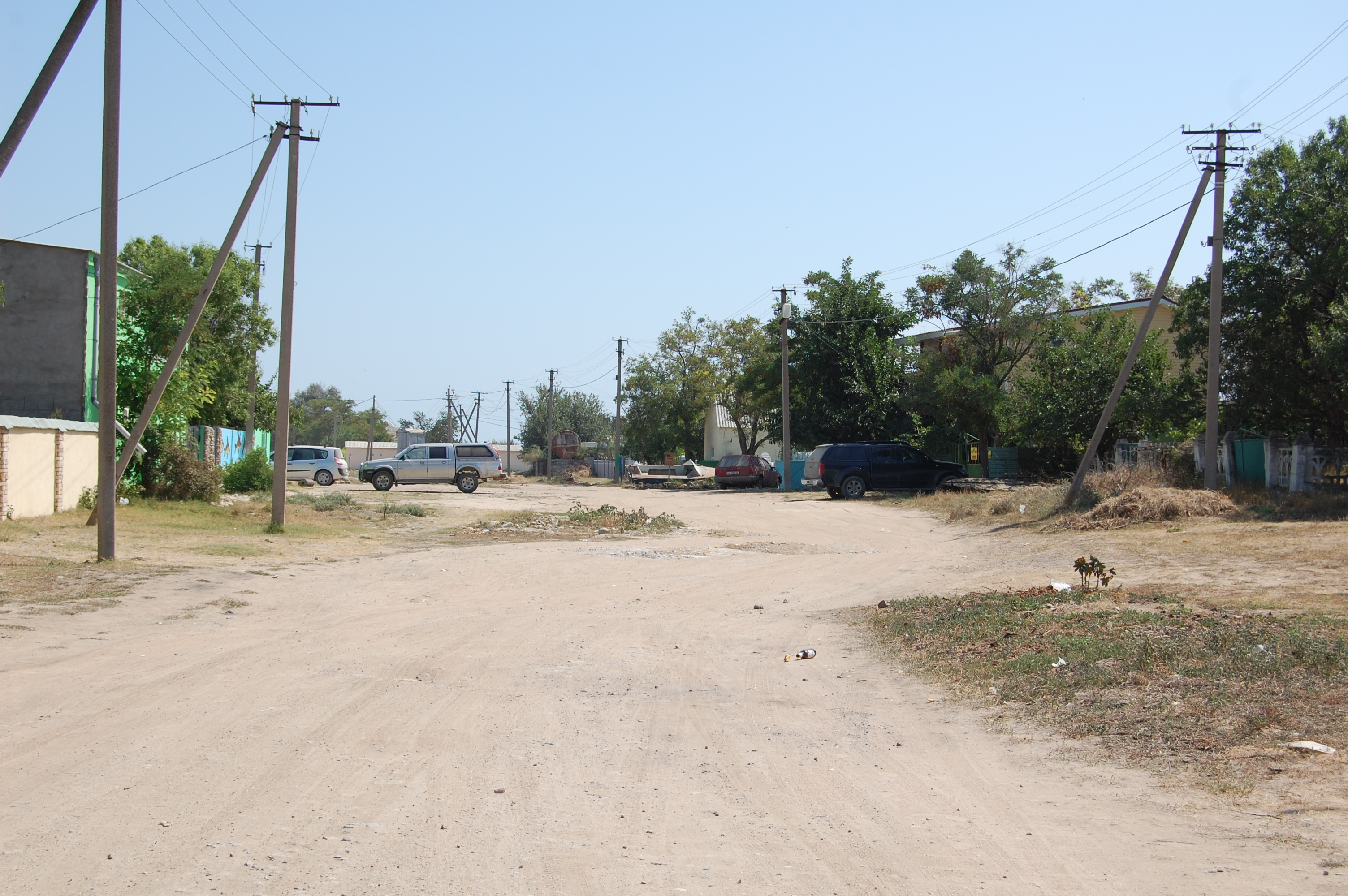
Улица Набережная в Курортном.
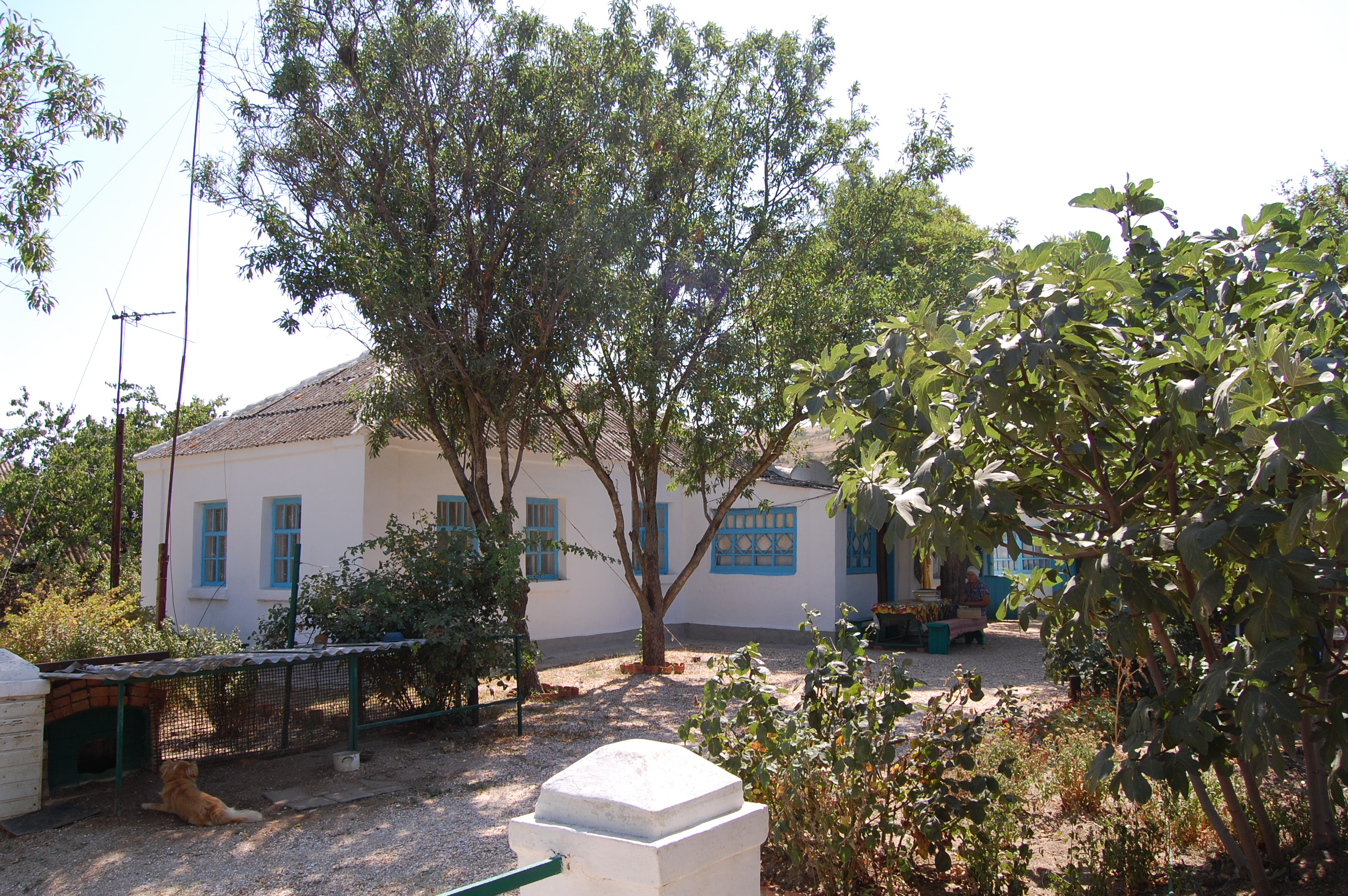
Типичный дом в Курортном на ул. Набережной, постройка 1958 года, из известняка из Багеровских каменоломен.
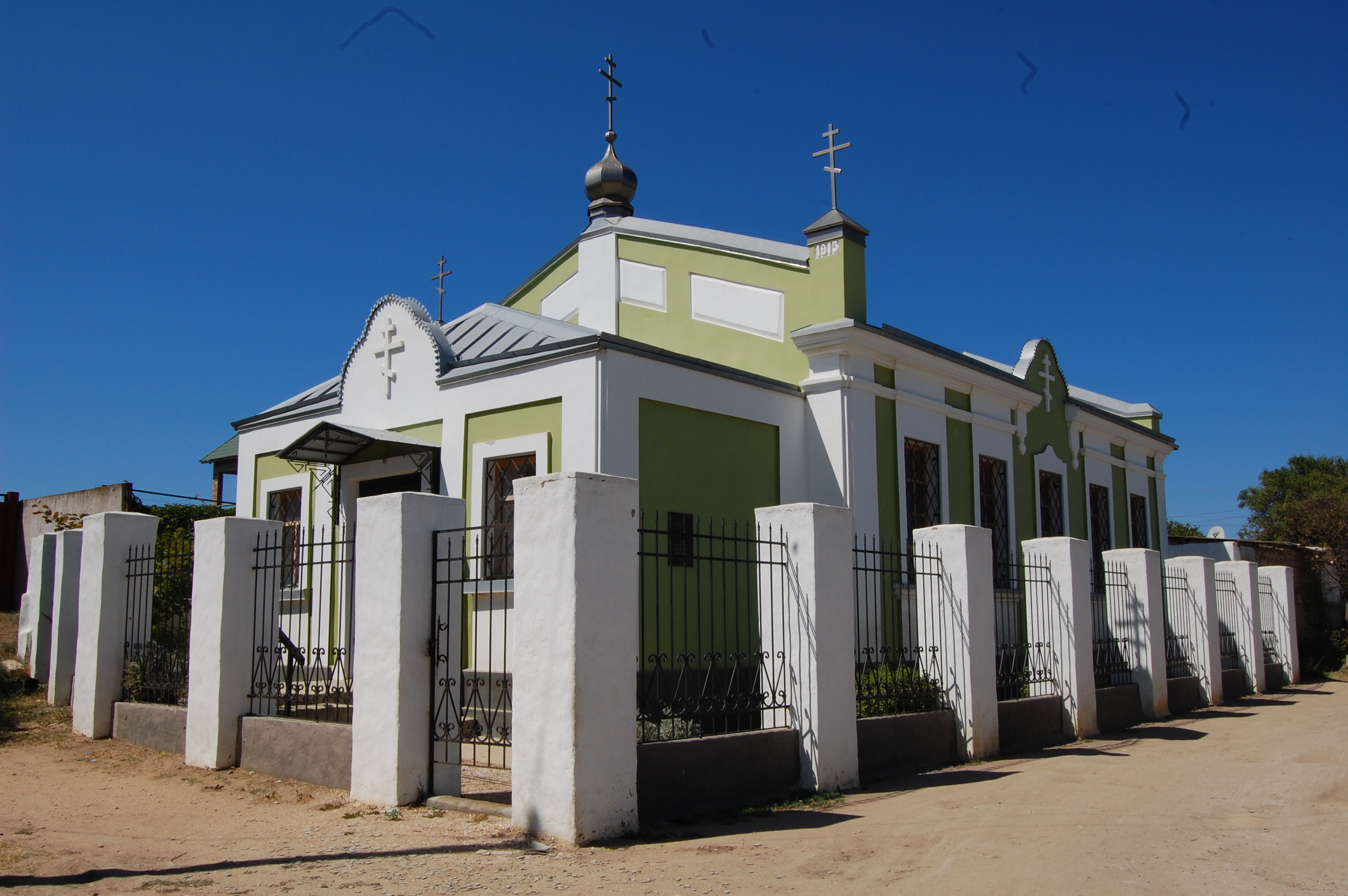
Старообрядческая церковь в честь Рождества Богородицы.
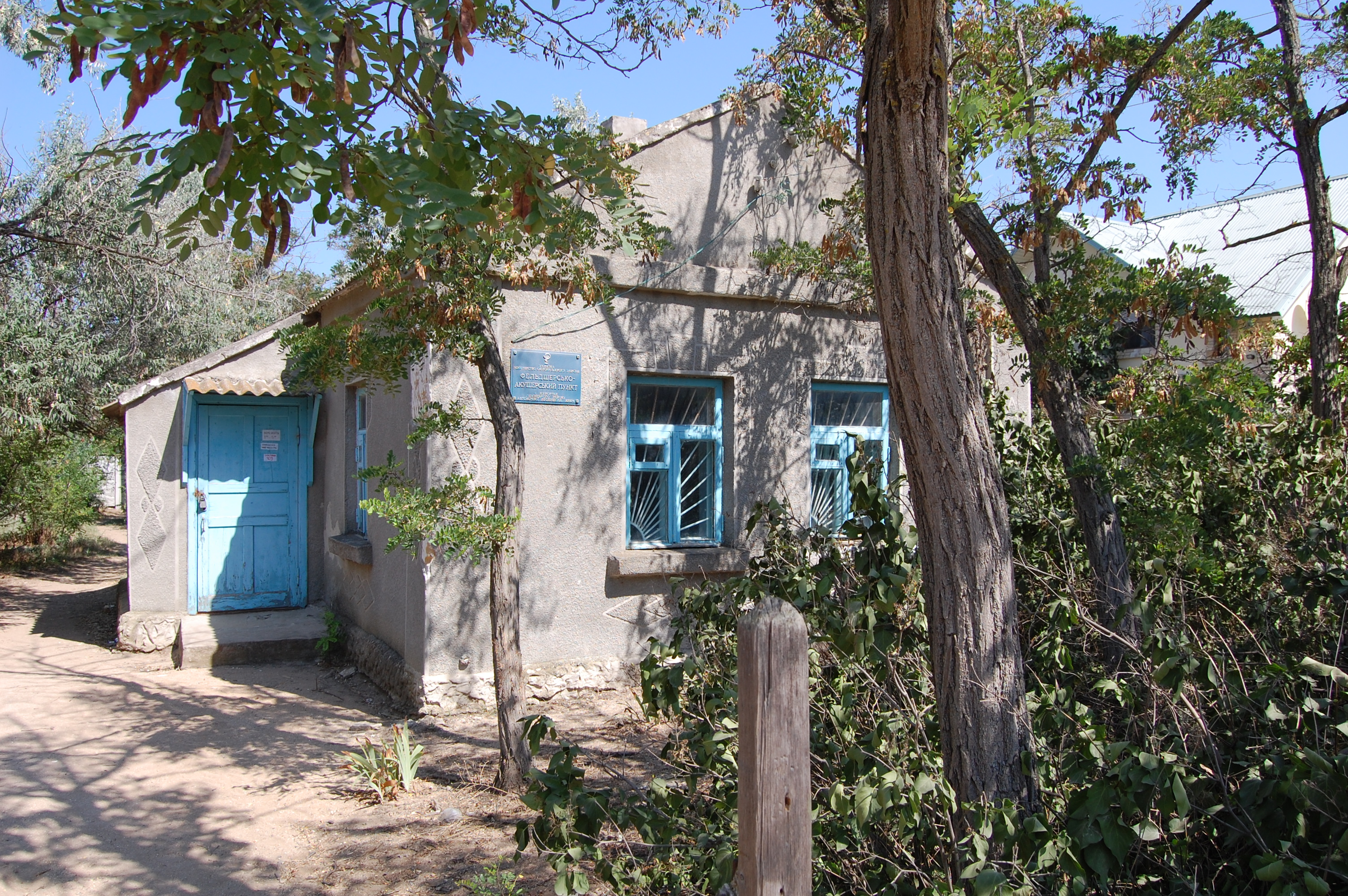
Фельдшерско-акушерский пункт.
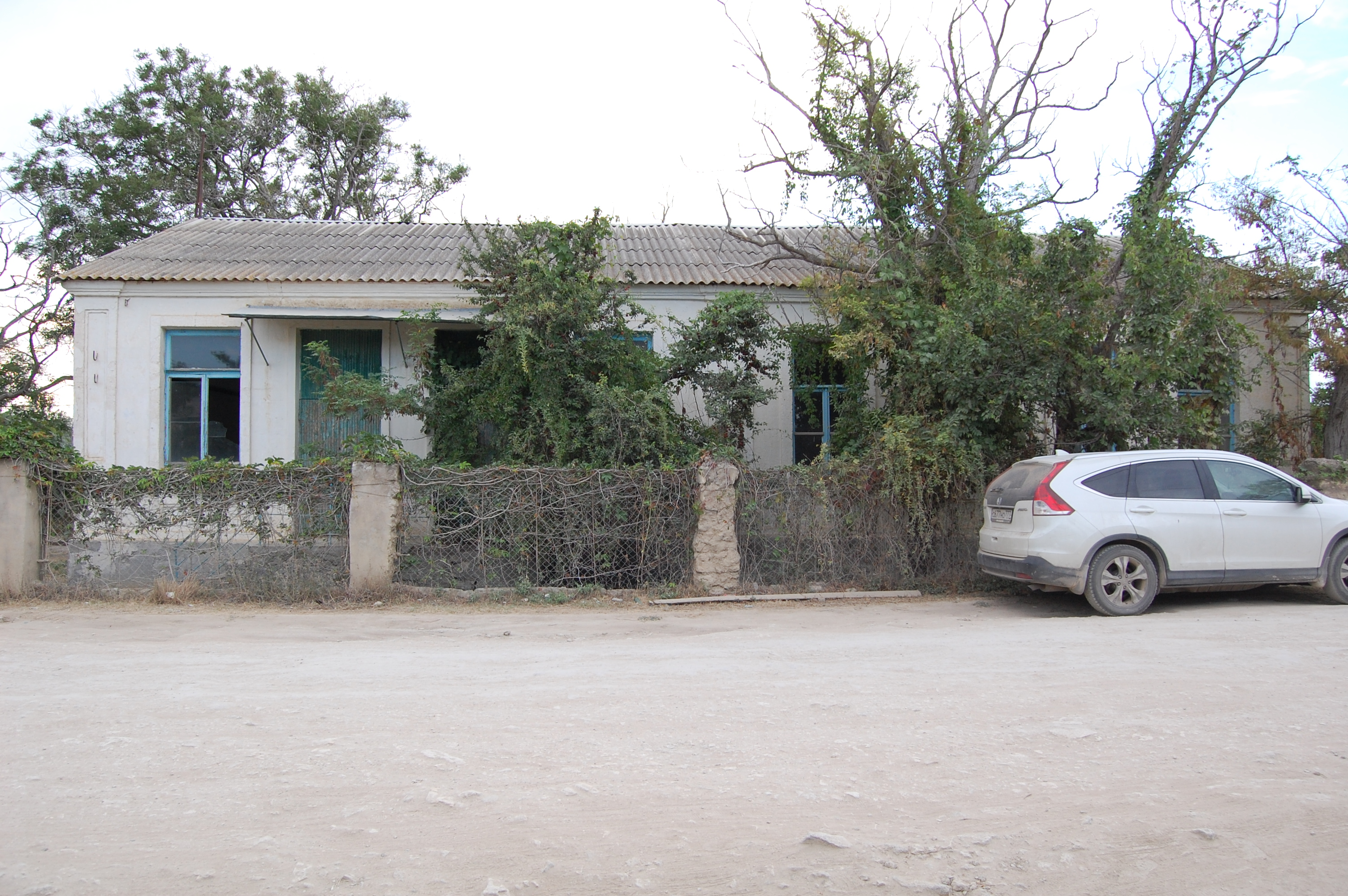
Заброшенное здание школы.
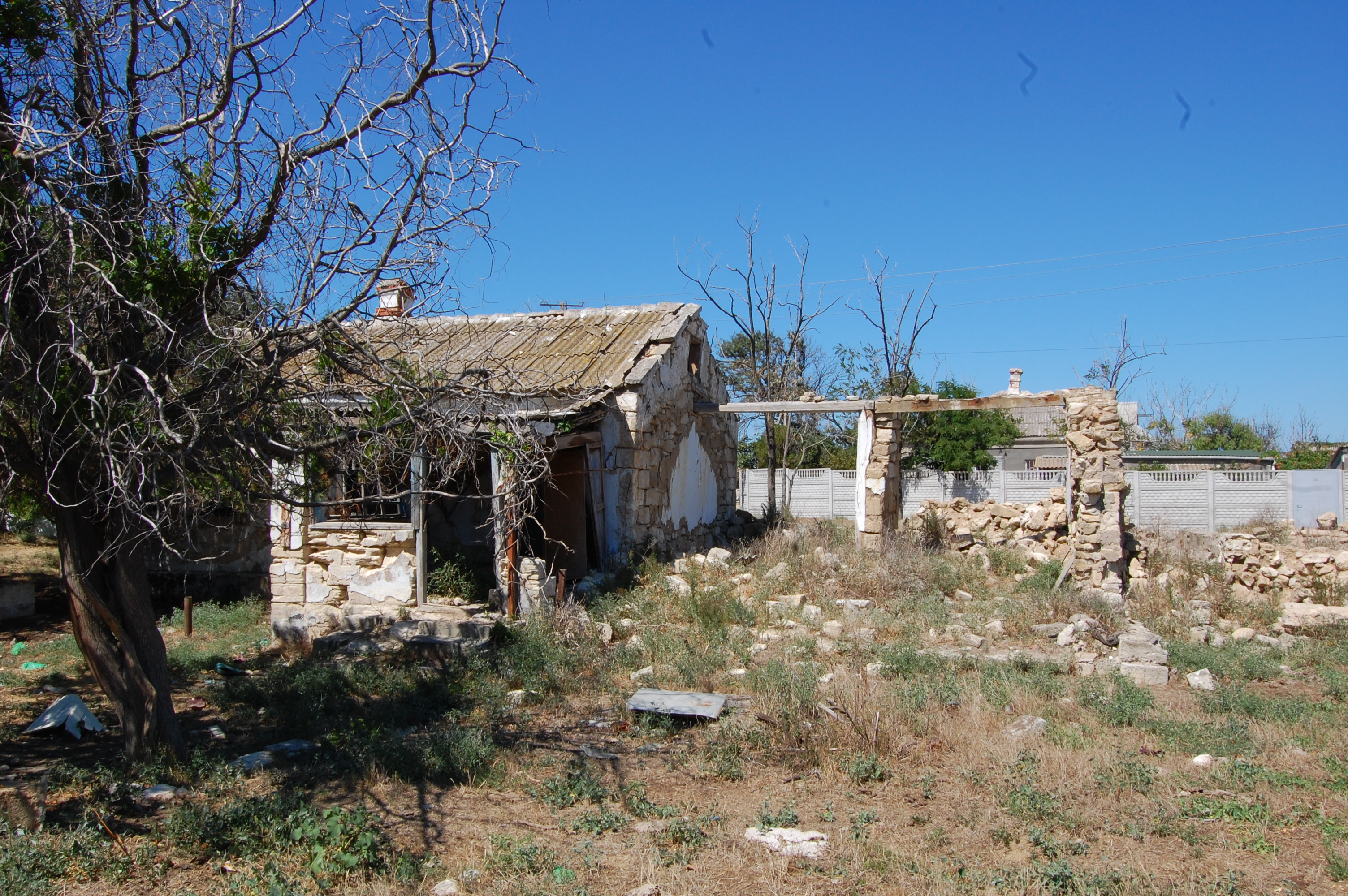
Заброшенный дом в Курортном.
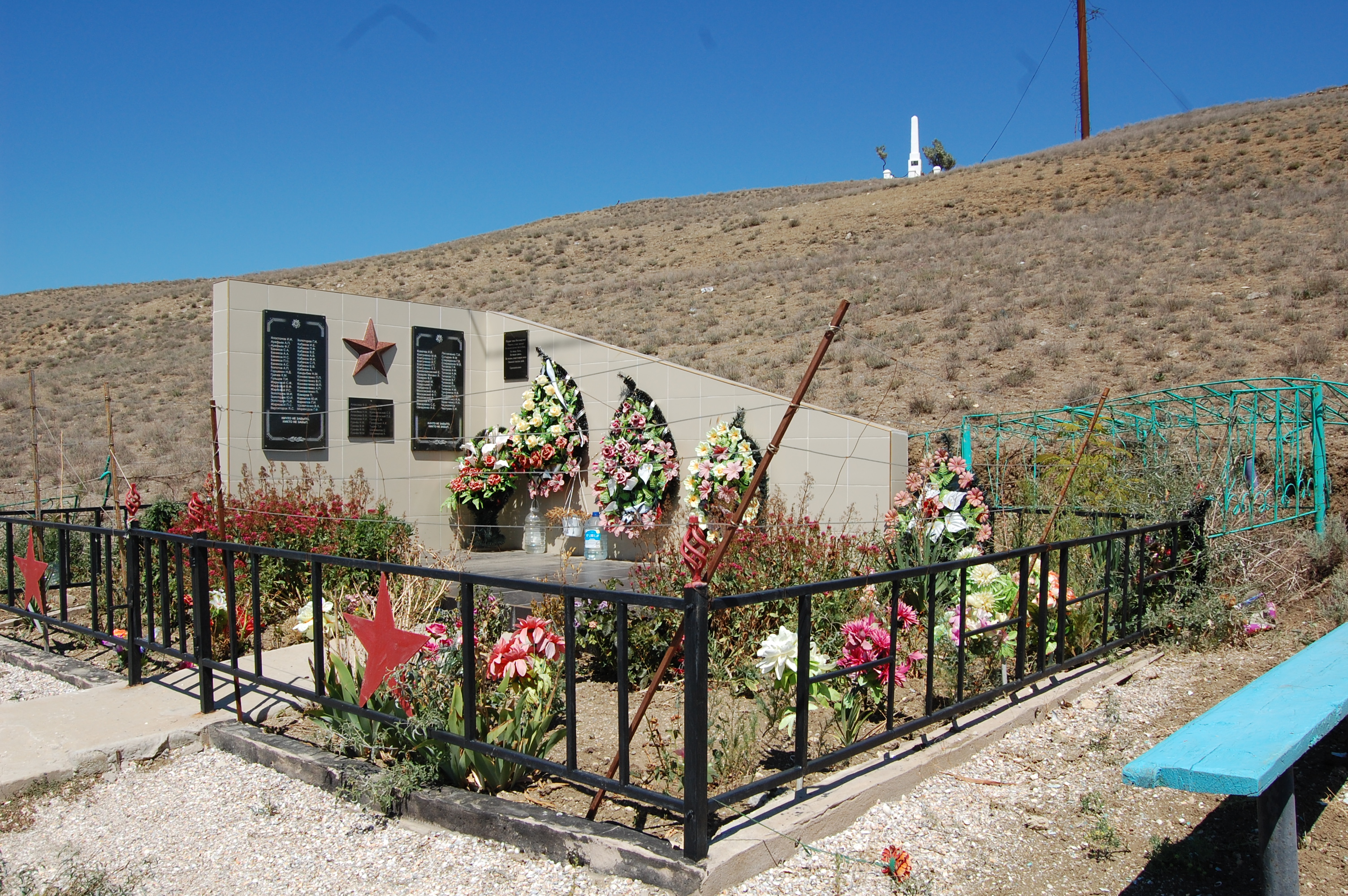
Памятник односельчанам, погибшим во время Великой Отечественной войны, на мысе Зюк. На заднем плане: памятник Акмонайскому десанту и комиссару Илье Тесленко.